# Georg Beyschlag
Georg Philipp Beyschlag (Monaco di Baviera, 4 luglio 1997) è un ex cestista tedesco.

## Palmarès
- Campionato tedesco: 1

Bayern Monaco: 2017-18
- Coppa di Germania: 1

Bayern Monaco: 2018